# Dąbrowica (powiat janowski)
Dąbrowica – wieś w Polsce, położona w województwie lubelskim, w powiecie janowskim, w gminie Potok Wielki.
W latach 1975–1998 wieś należała administracyjnie do województwa tarnobrzeskiego.

## Krótki opis
Według Narodowego Spisu Powszechnego (III 2011 r.) liczyła 262 mieszkańców i była dziewiątą co do wielkości miejscowością gminy Potok Wielki. Miejscowa ludność wyznania katolickiego przynależy do Parafii Wniebowzięcia Najświętszej Maryi Panny w Potoku-Stanach. Położona jest między wzgórzami Wyżyny Lubelskiej, rozciągnięta na sporej przestrzeni. We wsi znajduje się Publiczna Szkoła Podstawowa, i kilka obiektów użyteczności publicznej. Przy wjeździe do Dąbrowicy uwagę zwraca murowana, ośmioboczna kapliczka przydrożna nakryta namiotowym daszkiem. We wnętrzu umieszczono oleodruk z wizerunkiem Matki Boskiej Częstochowskiej.

## Części wsi
| SIMC    | Nazwa       | Rodzaj    |
| ------- | ----------- | --------- |
| 1064580 | Popielarnia | część wsi |

## Historia
Wieś powstała w latach czterdziestych XIX wieku w lasach należących do folwarku Dąbrówka. Zgodnie z aktem notarialnym sporządzonym 19 czerwca 1849 r. Henryk Wolski, dziedzic dóbr Potoczka, nadał na osiedlenie dziesięciomorgowe działki gruntu 13 rodzinom chłopskim „z wsiów ościennych przybyłym". Parcele te włościanie musieli najpierw wykarczować. Zobowiązano ich do zwykłych powinności pańszczyźnianych, przewidując pewne zwolnienia. Umowa notarialna formalizowała wcześniejszy stan, bowiem chłopi objęli te działki kilka lat wcześniej. W 1865 r. właścicielem Dąbrowicy został Wysocki, który zaczął zabierać chłopom tereny, których oni nie zdążyli wykarczować. W 1916 r. powstała szkoła powszechna. Według pierwszego powszechnego spisu ludności z 1921 roku Dąbrowica liczyła 37 domów i 234 mieszkańców. Po II wojnie światowej w 1964 roku zbudowano szkołę, a pięć lat wcześniej powstała jednostka OSP.